# Statele Confederate ale Americii
Statele Confederate ale Americii, conform originalului în engleză, [The] Confederate States of America (o uniune de state federale cunoscute de asemenea și sub numele de Confederate States, CSA, sau doar ca the Confederacy) a fost o republică, un stat federal independent, autoproclamat, care a existat între 1861 și 1865 în America de Nord, pe teritoriul actual al sudului Statelor Unite ale Americii, constând din 11 state care susțineau sclavia și care au secesionat din Statele Unite ale Americii de atunci.
Deși în mod aparent, cauzele secesiunii CSA din USA sunt legate de menținerea sclaviei, menționându-se în documentele vremii frica ca „drepturile statelor” să prevaleze asupra drepturilor deținătorilor de sclavi, în realitate majoritatea istoricilor contemporani sunt de acord că secesiunea Sudului din Statele Unite ale Americii, a fost mult mai complexă și că Războiul Civil American, care a urmat (1861 - 1865), opunând Sudului subdezvoltat forța industrială și umană copleșitoare a Nordului, a fost extrem de devastator pentru ambele tabere, marcând decisiv până azi societatea americană.
Statele Unite ale Americii („Uniunea” sau „Nordul”) a refuzat să recunoască Confederația ca stat independent sau să negocieze independența sa, blocând încercările unor țări (printre care s-au numărat și Marea Britanie) de a recunoaște Confederația.  Războiul Civil American a izbucnit atunci când președintele confederat, Jefferson Davis, a ordonat asaltul asupra bazei militare a Uniunii, din Charleston, Carolina de Sud, în aprilie 1861.
Toate bătăliile majore ale războiului, cu excepția a două dintre ele, au avut loc pe teritoriul confederat, care era copleșit de Uniunea care era superioară din toate punctele de vedere materiale, la care s-a adăugat continua blocadă a Nordului, care a sugrumat din fașă orice încercare a Sudului de a scăpa din cercul care se strângea mereu.
Când generalul Robert E. Lee a decis capitularea în primăvara anului 1865, Confederația s-a prăbușit de la sine, sclavii au fost eliberați și lungul și dificilul proces al Reconstrucției a început.

## Istorie

### Procesul de secesiune în perioada decembrie 1860 - mai 1861
Șapte state secesionaseră până la sfârșitul lunii martie 1861:
- Carolina de Sud (20 decembrie 1860),
- Mississippi (9 ianuarie 1861),
- Florida (10 ianuarie 1861),
- Alabama (11 ianuarie 1861),
- Georgia (19 ianuarie 1861)
- Louisiana (26 ianuarie 1861) și
- Texas (1 februarie 1861).

După ce președintele Lincoln a ordonat mobilizare generală, alte patru state au secesionat:
- Virginia (17 aprilie 1861),[1]
- Arkansas (6 mai 1861),
- Tennessee (7 mai 1861)[2] și
- Carolina de Nord (20 mai 1861).

Fracțiuni politice pro-secesiune din alte două state au format guverne confederate, deși aceste state au fost considerate de către Nord, Uniunea, ca fiind state ale acesteia:
- Missouri (31 octombrie 1861 de către Legislatura Neosho) și
- Kentucky (20 noiembrie 1861 de către Russellville Convention)

Ca urmare a alegerii președintelui Abraham Lincoln în alegerile prezidențiale din 1860, pe baza unei platforme electorale care se opunea extinderii sclaviei, amenințând a o considera ulterior ilegală, primele șapte state sudice care au secesionat au fost dintre acele state care evident doreau menținerea și perpetuarea sclaviei. La 4 februarie 1861, acestea au format Statele Confederate ale Americii, alegându-l pe Jefferson Davis primul și unicul său președinte la 9 februarie și inaugurându-l la 18 februarie.

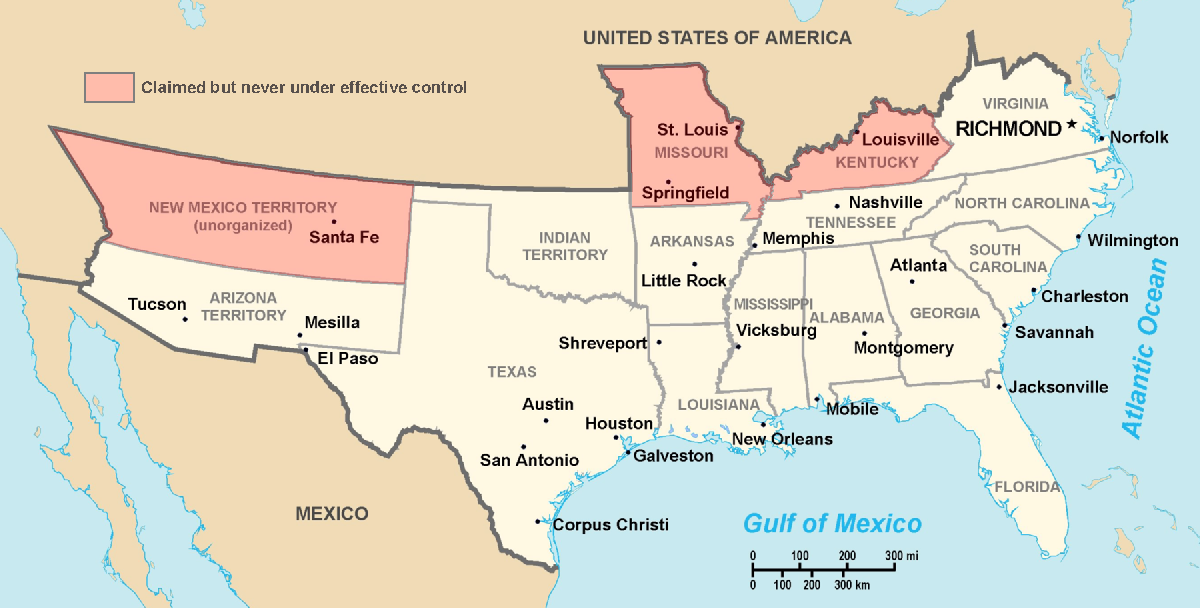
Statele Confederate ale Americii (1861 - 1865)

### Puterea politică și liderii politici ai Confederației

#### Putere executivă
Aidoma Statelor Unite ale Americii, din care au secesionat, Statele Confederate ale Americii erau un stat secular și aveau puterea în stat separată în trei entități diferite, cea executivă, cea legislativă și cea judiciară.
Puterea executivă, era formată din Președintele confederat (Confederate President), din Vicepreședintele confederat (Confederate Vicepresident) și șase membri ai cabinetului, o denominare pentru Consiliu de miniștri (Confederate Cabinet).  De-a lungul celor peste patru ani de existență, președintele, respectiv vicereședintele au rămas aceiași, Jefferson Davis, respectiv Alexander Stephens, în timp ce membrii cabinetului, cu excepția Secretarului Marinei, Stephen Mallory și Dirigintelui Poștei, John H. Reagan, s-au schimbat de mai multe ori.
| FUNCȚIE                 | NUME                           | TERMEN                                 |
|                         |                                |                                        |
| Președinte              | Jefferson Davis                | 25 februarie 1861 – (10 mai) 1865      |
| Vicepreședinte          | Alexander Stephens             | 25 februarie 1861 – (11 mai) 1865      |
|                         |                                |                                        |
| Secretar de stat        | Robert Toombs                  | 25 februarie 1861 – 25 iulie 1861      |
|                         | Robert M. T. Hunter            | 25 iulie 1861 – 22 februarie 1862      |
|                         | William M. Browne (acting)     | 7 martie 1862 – 18 martie 1862         |
|                         | Judah P. Benjamin              | 18 martie 1862 – mai 1865              |
| Secretar al trezoreriei | Christopher Memminger          | 25 februarie 1861 – 15 iunie 1864      |
|                         | George Trenholm                | 18 iulie 1864 – 27 aprilie 1865        |
|                         | John H. Reagan                 | 27 aprilie 1865 – (10 mai) 1865        |
| Secretar de război      | Leroy Pope Walker              | 25 februarie 1861 – 16 septembrie 1861 |
|                         | Judah P. Benjamin              | 17 septembrie 1861 – 24 martie 1862    |
|                         | George W. Randolph             | 24 martie 1862 – 15 noiembrie 1862     |
|                         | Gustavus Smith (acting)        | 17 noiembrie 1862 – 20 noiembrie 1862  |
|                         | James Seddon                   | 21 noiembrie 1862 – 5 februarie 1865   |
|                         | John C. Breckinridge           | 6 februarie 1865 – mai 1865            |
| Secretar al Marinei     | Stephen Mallory                | 4 martie 1861 – (20 mai) 1865          |
| Diriginte al Poștei     | John H. Reagan                 | 6 martie 1861 – (10 mai) 1865          |
| Attorney General        | Judah P. Benjamin              | 25 februarie 1861 – 17 septembrie 1861 |
|                         | Wade Keyes (acting)            | 17 septembrie 1861 – 21 noiembrie 1861 |
|                         | Thomas Bragg                   | 21 noiembrie 1861 – 18 martie 1862     |
|                         | Thomas H. Watts                | 18 martie 1862 – 1 octombrie 1863      |
|                         | Wade Keyes (acting a 2-a oară) | 1 octombrie 1863 – 4 ianuarie 1864     |
|                         | George Davis                   | 4 ianuarie 1864 – 24 aprilie 1865      |

#### Puterea legislativă
Ramura legislativă a Statelor Confederate ale Americii a fost reprezentată de către un corp legislativ absolut similar Congresului Statelor Unite, numit [The] Congresul Confederat.  Aidoma United States Congress, Congresul Confederat era format din două entități, [the] Confederate Senate, a cărui alcătuire consta din doi senatori pentru fiecare stat membru al Confederației, care erau aleși de legislaturile statelor respective, și din Confederate House of Representatives, ai cărui membri erau aleși prin votul locuitorilor statelor.
Purtători de cuvânt ai [the] Provisional Congress
- Robert Woodward Barnwell din Carolina de Sud - 4 februarie 1861
- Howell Cobb, Sr. din Georgia - 4 februarie 1861 - 17 februarie 1862
- Thomas Stanhope Bocock din Virginia - 18 februarie 1862 - 18 martie 1865

Președinți pro-tempore --- Pro-tempore Presidents -
- Howell Cobb, Sr. din Georgia
- Robert Woodward Barnwell din Carolina de Sud
- Josiah Abigail Patterson Campbell of Mississippi
- Thomas Stanhope Bocock of Virginia

Reprezentanți tribali în Congresul Confederat --- Tribal Representatives to Confederate Congress - 
- Elias Cornelius Boudinot 1862 - 1865 -- Cherokee
- Burton Allen Holder 1864 - 1865 -- Chickasaw
- Robert McDonald Jones 1863 - 1865 -- Choctaw

##### Sesiuni ale Congresului Confederat
- Congresul Confederat Provizoriu
- Primul Congres Confederat
- Al Doilea Congres Confederat

#### Puterea juridică

Evoluția dinamică a secesiunii statelor din sudul Statelor Unite ale Americii în formarea Statelor Confederate ale Americii

Ramura juridică a guvernului a fost menționată specific în Constituția Statelor Confederate ale Americii, dar cu excepția curților de justiție inferioare (orășenești, ale comitatelor și, respectiv, ale statelor) care au fost mai mult sau mai puțin "ajustate din mers" ca să corespundă necesităților SCA, o dorită Curte Supremă de Justiție a Statelor Confederate ale Americii nu a fost niciodată creată din cauza războiului care a marcat toată existența Statelor Confederate. Arhivat în 21 aprilie 2004, la Wayback Machine. Câteva Curți Districtuale Confederate au fost totuși fondate, în anumite state confederate, mai exact în Alabama, Florida, Georgia, Louisiana, North Carolina, Tennessee, Texas și Virginia.  La terminarea războiului, toate aceste curți au revenit, precum fuseseră înainte de 1861, sub jurisdicția Uniunii.
Curțile la orice nivel au continuat să funcționeze așa cum o făcuseră anterior Secesiunii, cu simpla mențiune că recunoșteau SCA ca autoritatea națională guvernamentală statală în loc de SUA. Arhivat în 21 aprilie 2004, la Wayback Machine.
Supreme Court - Curtea Supremă de Justiție a Statelor Confederate ale Americii --- nu a fost fondată.
Curtea Districtuală Confederată - Confederate District Court - și magistrații care au condus-o
- Asa Biggs (1861 - 1865)
- John White Brockenbrough (1861)
- Alexander Mosby Clayton (1861)
- Jesse J. Finley (1861 - 1862)